# Severin Filek
Severin Filek (* 6. Mai 1961 in Wien) ist ein österreichischer Designpublizist, Universitätslektor und Leiter von designaustria, Wissenszentrum und Interessenvertretung von österreichischen Designschaffenden.

## Leben
Severin Filek studierte Liberal Arts and Sciences an der University of Illinois at Urbana-Champaign, USA, der University of the Witwatersrand, Südafrika und an der Universität Wien.
Er veröffentlichte zahlreiche  Arbeiten und Studien zum Thema Design insbesondere zu Designbewusstsein in Europa sowie Designschutz- und Berufsrechte in nationalen und internationalen Medien.
Filek war von 1999 bis 2001 Präsident des BEDA – Bureau of European Design Associations (europäische Dachorganisation nationaler Designerverbände).  
Seit 1992 ist er Geschäftsführer von designaustria (Wissenszentrum und Interessenvertretung).
Von 2012 bis 2019 war er Vorstandsmitglied von BEDA.
Severin Filek lehrt an der Universität für künstlerische und industrielle Gestaltung in Linz (kurz auch Kunstuniversität Linz), der FH Joanneum in Graz und der Höhere Graphische Bundes-Lehr- und Versuchsanstalt in Wien.
2014 wurde ihm der Berufstitel Professor vom österreichischen Bundespräsidenten Dr. Heinz Fischer verliehen.

## Publikationen (Auswahl)
- 2003 Fact & Figures of Austrian Design
- 2006 How to be successful with Design. Leitfaden für unternehmerischen Erfolg durch den Einsatz von Design
- 2009 Geheimhaltungserklärung
- 2013 Designbewusstsein in österreichischen Unternehmen